# Janez Nepomuk Glavina
Janez Nepomuk Glavina (hrvaško Ivan Nepomuk Glavina, italijansko Giovanni Nepomuceno Glavina), slovenski nadškof, * 13. april 1828, Boršt na Tržaškem, † 10. november 1899, Trst.
Kot škof je najprej deloval v Škofiji Poreč in Pulj. Skupaj z naslednikom Alojzijem Matijo Zornom je bil eden od dveh Slovencev na poreškem in puljskem škofovskem sedežu. Zatem je postal tržaški škof, za Matevžem Ravnikarjem in Jernejem Legatom tretji slovenski tržaški škof – kasneje je kot Slovenec postal škof še Andrej Karlin.

## Življenje
Kot gojenec Avguštineja je na Teološki fakulteti na Dunaju zaključil študij teologije in tudi diplomiral. V Trstu je bil duhovnik v letih 1852–1878 ter predavatelj pastoralne teologije in cerkvenega prava. Istočasno je opravljal funkcije konzistorialnega svetnika, predsednika cerkvenega sodišča in začasnega kanonika katedralnega kapitlja (od 1868). Leta 1878 ga je cesar Franc Jožef imenoval za poreškega in puljskega škofa, kar je potrdil tudi papež Leon XIII. Posvečen je bil v Gorici.
Zaradi njegovega neprikritega zavzemanja za pravice Slovencev in Hrvatov so leta 1891 italijanski nacionalisti nanj izvedli atentat, ko so mu na škofijskem dvorišču v Trstu nastavili bombo. Kriva naj bi bila njegova pridiga v stolnici sv. Justa in njegovo prizadevanje za rabo slovenskega jezika v javnih postopkih. Po atentatu in težki bolezni je leta 1891 odšel na zdravljenje v zdravilišče Karlovy Vary na Češkem, kjer se je njegovi prošnji o pomoči zaradi pomanjkanja duhovnikov odzvalo skoraj sto čeških semeniščnikov, ki so svoj študij nadaljevali v Trstu ali Gorici.
Leta 1896 je zaradi javnih pritiskov s strani fašističnih oblasti moral odstopiti od škofovske službe.